# Дьяков, Анатолий Витальевич
Анато́лий Вита́льевич Дья́ков (7 ноября 1911, Омельник, Херсонская губерния — 15 февраля 1985, Темиртау, Кемеровская область) — советский астроном и метеоролог. 
Главное направление исследований — гелиометеорология: разработка оригинальной методики долгосрочного прогнозирования погоды (на месяц и сезон) с учётом колебаний солнечной активности (число солнечных пятен, динамика их развития, соотношение моментов прохождения групп пятен через центральный меридиан Солнца с максимумами и минимумами собственных колебаний земной атмосферы).

## Биография
Родился в селе Омельник. В 1933 году окончил Одесский университет. В 1934 году работал в Московском университете. В 1935 году — начальник метеорологической обсерватории в посёлке Темиртау (Кемеровская область) имени Камилла Фламмариона. Исследовал влияние Солнца на погоду на Земле. 
Умер в марте 1985 в Темиртау.

### Достижения
На основе авторской методики Анатолий Дьяков в течение ряда лет выпускал долгосрочные прогнозы погоды по некоторым регионам земного шара, в частности — предсказал ураган Инес в 1966 году, о чём уведомил Фиделя Кастро в телеграмме. Благодаря предупреждению сотни кораблей были выведены из опасного района. Предсказал засуху 1972 года. Предсказал заморозки во Франции. Участвовал во всесоюзной конференции по астрономии в городе Обнинске, где выступил с докладом на французском языке.

### Наследие
Метеорологическая лаборатория Дьякова была после его смерти разрушена, а методика и научные труды в значительной степени утеряны. В 2012 году издана книга Дьякова (по инициативе его сына, сохранившего некоторые авторские материалы отца) «Предвидение погоды на длительные сроки на энерго-климатологической основе».
Отдельные российские метеорологи в инициативном порядке предпринимают попытки воссоздания метода Дьякова.

### Критика
Официальные советские метеорологи относились к методике Дьякова скептически. О результатах проверки прогнозов Дьякова специалистами Госкомгидромета СССР: «Проверка прогнозов Дьякова была проведена объективно и добросовестно специальной комиссией…. Результат проверки в общем оказался плачевным по всем видам его прогнозов. При всей расплывчатости его формулировок удачность прогнозов оказалась в пределах случайных совпадений (около 50 %)».

### Семья
- Сестра — Ольга Витальевна Дьякова-Толкачёва — советская писательница (1913−1973);
- Сын — Камилл Анатольевич Дьяков, (1952 г.р.) проживает в посёлке Темиртау, председатель поселкового совета в середине 1990-х годов;
- Сын — Валерий Анатольевич Дьяков (1950—1996), проживал в городе Новокузнецке.
- Сын — Александр Анатольевич Дьяков (1955—2018), проживал в городе Новокузнецке, пилот гражданской авиации
- Дочь — Елена Анатольевна Дудина (Дьякова) (1958 г.р.) проживает в г. Новокузнецке.

## Награды
Анатолий Витальевич Дьяков был награждён Орденом Трудового Красного Знамени за успехи, достигнутые в увеличении производства зерна (26 декабря 1972 года).